# Dreyse-Zündnadelgewehr

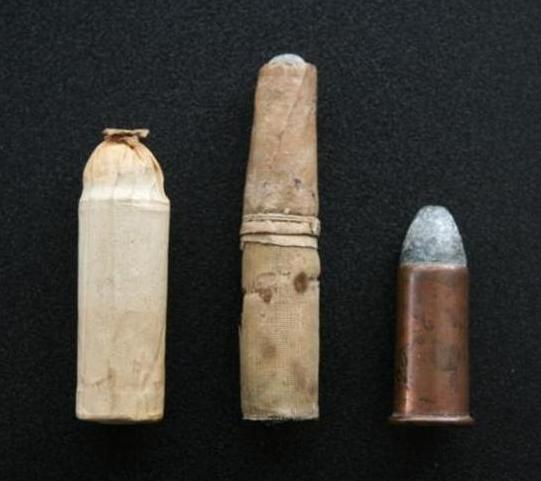
Patronen aus den 1860ern:
l.: Papierpatrone 15,43 mm Dreyse
m.: Papierpatrone 11 mm Chassepot
r.: Metallpatrone .56-56 Spencer

Das 1836 eingeführte Zündnadelgewehr ist ein von Johann Nikolaus von Dreyse ab 1827 in Sömmerda entwickeltes Gewehr mit damals neuartigen Zündnadelpatronen, die neben Geschoss und Treibladung auch das Zündelement enthielten. Das Gewehr war das erste in Massen produzierte und zum militärischen Einsatz taugliche Hinterladergewehr. Nach langer Entwicklungszeit begann im Jahr 1840 die Massenproduktion. Das Gewehr wurde in verschiedenen Varianten hauptsächlich von 1848 bis 1876 in der preußischen Armee verwendet. Die preußischen Erfolge im Deutschen Krieg 1866 führten zu einer Umstellung der Infanteriebewaffnung auch in anderen Staaten. Das Prinzip der Zündnadelzündung wurde vor allem von Frankreich als Chassepotgewehr übernommen. Darüber hinaus prägte das Prinzip der Hinterladung des Zündnadelgewehres, der Zylinderverschluss, die Waffentechnik noch auf Jahrzehnte.

## Geschichte

### Entwicklung
Der Büchsenmacher Samuel Johann Pauli hatte 1810 aufgrund einer Ausschreibung von Napoleon Bonaparte ein Hinterladergewehr entwickelt, bei dem mit Hilfe eines Schlagbolzens eine neuartige Patrone gezündet wurde. Die Patrone enthielt Geschoss, Treibladung und in einem Bodenstück aus Metall die Zündpille aus dem damals neuartigen Knallquecksilber. Das System war sehr fortschrittlich, litt aber an praktischen Problemen; die brisante Zündpille war gefährlich, weil sie ungeschützt war. Zudem war die Gasdichtigkeit der Waffe wegen des Zündlochs im Boden mangelhaft. Pauli war kein Erfolg gegönnt, sein Schüler Johann Nikolaus von Dreyse war Jahrzehnte später umso erfolgreicher. Dreyses Wanderjahre 1809–1814 führten ihn nach dem Abschluss seiner Ausbildung zum Schlosser aus dem preußischen Sömmerda nach Paris und dort unter anderem in Paulis Werkstatt.
Dreyse kehrte 1814 nach Sömmerda in den väterlichen Betrieb zurück. Er konnte einen verbesserten Herstellungsprozess für Zündhütchen entwickeln und auf dem Patent von 1824 eine erfolgreiche Zündhütchenfabrik gründen. Dreyse entdeckte 1827, dass sich damals verwendete Zündpillen nicht nur durch Schlag, sondern auch durch Stich entzünden lassen und entwickelte daraus die Idee für einen neuartigen Zündmechanismus.
Dreyse entwarf daraufhin seine „Einheitspatrone“ und den dazugehörigen Gewehrprototyp zunächst als Vorderlader. Nach anfänglicher Ablehnung durch preußische Militärbehörden, denen er seinen Entwurf vorgelegt hatte, konnte er Fürsprecher gewinnen und entwickelte mehrere verbesserte Prototypen. Einer seiner Fürsprecher war der damalige Kronprinz Friedrich Wilhelm IV., dem Dreyse 1829 das Gewehr persönlich vorlegen durfte. 1833 konnte er endlich mit dem Traubengewehr, so genannt wegen des Rohrabschlusses in Form einer Traube, überzeugen und sich einen Auftrag über 1100 Stück sichern. Mit diesen Gewehren wurden für eine umfassende Erprobung zwei Bataillone ausgerüstet. Da das Traubengewehr als untauglich abgelehnt wurde, entwarf Dreyse 1835 das Zylindergewehr, bei dem die Zündvorrichtung in einem Zylinder, dem Schlösschen, untergebracht war.
Während Patrone und Zündvorrichtung grundsätzlich fertig entwickelt waren, erwies sich die Konstruktion des Vorderladers beim Laden der Patrone als gefährlich, da es immer wieder zu ungewollten Zündungen kam. Bei einem solchen Vorfall verletzte sich Dreyse an der Hand. Dreyse entwickelte 1836 aus diesem Grund einen beweglichen Verschluss – den zukunftsweisenden Kammer- bzw. Zylinderverschluss, durch den die Waffe von hinten geladen werden konnte. Sein Scharfschützengewehr benannter resultierender Entwurf war im Prinzip das spätere Serienmodell, musste aber noch einige Verbesserungsschleifen durchlaufen, um als ausgereift anerkannt zu werden.

### Massenproduktion und Einsatz

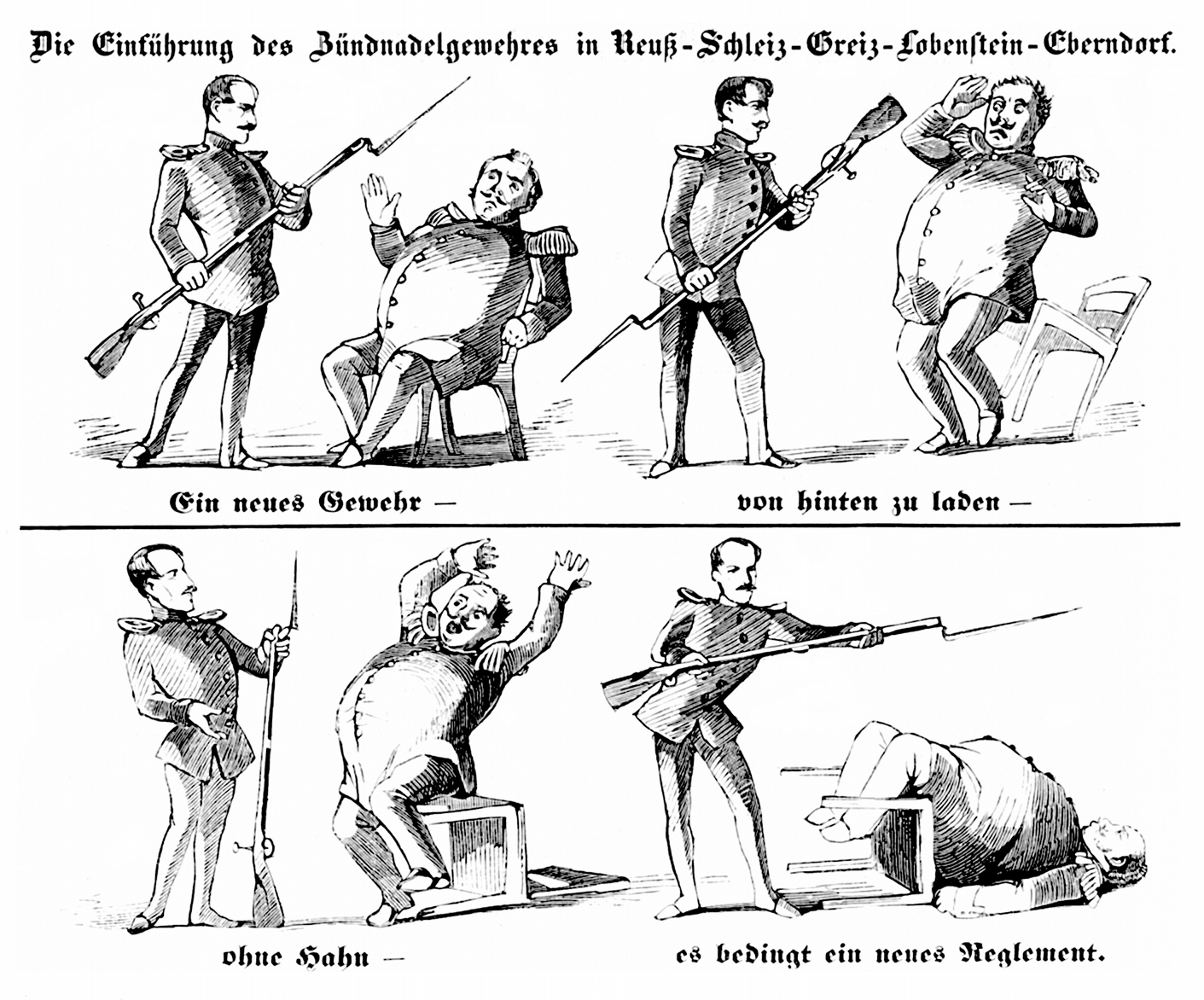
Karikatur zur Einführung des unkonventionellen Gewehrs aus dem Jahr 1852

Nach der erfolgreichen Erprobung durch die preußische Armee erteilte 1840 Friedrich Wilhelm IV., als König von Preußen, einen Auftrag über 60.000 Gewehre. Um die Waffe in großer Menge herstellen zu können, errichtete Dreyse mit Hilfe von Staatskrediten eine Fabrik in Sömmerda. Die Produktion lief erst langsam an; die Gewehre wurden im Berliner Zeughaus eingelagert. Zur Tarnung wurde der Name „leichtes Perkussionsgewehr M/41“ gewählt. In der März-Revolution des Jahres 1848 eroberten aufständische Berliner das Zeughaus, wodurch etliche Zündnadelgewehre in ihre Hände fielen. In der Folgezeit gelangten einige Gewehre ins Ausland. 1848 wurde das Zündnadelgewehr erstmals an ein preußisches Füsilierbataillon ausgegeben. Der erste Einsatz erfolgte 1849 bei der Niederschlagung der Aufstände während der deutschen Revolution erst in Dresden, dann der Pfalz und Baden sowie im Schleswig-Holsteinischen Krieg. Damit bewies die Waffe ihre Praxisfähigkeit, und Friedrich Wilhelm IV. ordnete ihre Einführung in der gesamten Armee an. Da die Fabrik in Sömmerda die hohe Nachfrage nicht decken konnte (bis 1848 waren lediglich 45.000 Gewehre hergestellt), war Dreyse damit einverstanden, dass auch staatliche Fabriken die Zündnadelwaffen fertigten. Dies geschah erstmals 1853 in der Königlichen Preußischen Gewehrfabrique in Spandau, danach auch in Danzig, Saarn und Erfurt. Die Produktion wurde unter Ausnutzung moderner Mittel wie Drehbank und Fräsmaschine im Laufe der Jahre industrieller und effizienter, was eine Steigerung der Produktion erlaubte. So wurden beispielsweise in Spandau zuerst 12.000 Waffen jährlich produziert, was 1867 auf 48.000 gesteigert wurde. 1855 erhielt das Gewehr offiziell die Bezeichnung Zündnadelgewehr. Im Laufe der Zeit wurden für verschiedene Anwendungen wie für die Jäger oder die Kavallerie Varianten des Zündnadelgewehrs entwickelt. Die Waffe wurde auch von deutschen Kleinstaaten, die sich im Einflussbereich Preußens befanden, beschafft.

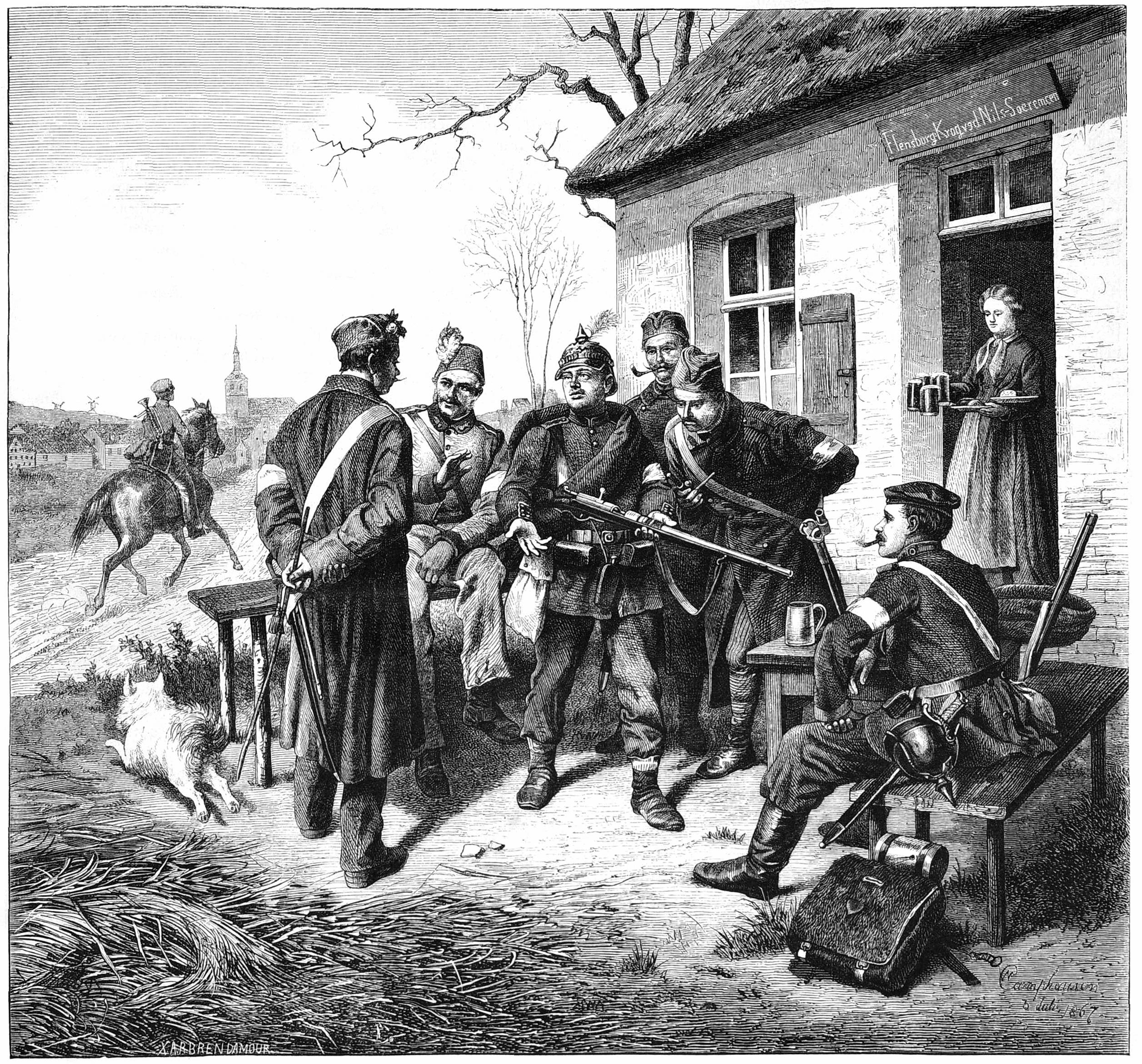
Wilhelm Camphausen: Im Deutsch-Dänischen Krieg erklärt ein preußischer Füsilier den verbündeten österreichischen Truppen das Zündnadelgewehr

Das Gewehr wurde im Deutsch-Dänischen Krieg 1864 benutzt, die Bewertung blieb uneinheitlich. Das lag daran, dass in diesem Krieg nur kleinere Scharmützel auf offenem Feld geführt wurden, da sich die meisten Kampfhandlungen auf Verteidigung bzw. Erstürmung von Befestigungen erstreckten. Es kam auch vor, dass einige preußische Einheiten ihre Munition im Geplänkel vergeudet hatten. Dieses Problem mahnten die Kritiker des Zündnadelgewehrs immer wieder an. Bei ihrer zahlenmäßigen Überlegenheit konnten die Preußen zwar diese Einheiten durch aufmunitionierte ersetzen; bei einem ebenbürtigen Gegner wäre das jedoch nicht so einfach möglich gewesen.
Erst die preußischen Erfolge im Deutschen Krieg – besonders in der kriegsentscheidenden Schlacht bei Königgrätz – im Jahre 1866 gegen die Österreicher überzeugten andere Staaten von den Vorteilen der Gewehre mit Hinterladung. In diesem Krieg erwarb sich das Zündnadelgewehr seinen besonderen Ruf. Die Technik war jedoch nur ein Teil des Erfolges, denn der preußische Generalfeldmarschall Moltke setzte die Eigenschaften des Zündnadelgewehres in ein neues taktisches Konzept um. Statt einem Sturmangriff mit aufgepflanzten Bajonetten sollte der Angriff durch schnelles Gewehrfeuer erfolgen. Die festen, dicht gepackten Formationen wurden zugunsten einer aufgelockerten Aufstellung kleinerer Verbände aufgegeben. Dies minderte das Risiko, den eigenen Kameraden in den Rücken zu schießen. Neben der üblichen Salve, bei der die Soldaten einer Einheit gleichzeitig feuerten, kam das „Schnellfeuer“ hinzu, bei dem jeder einzelne Soldat so schnell schoss, wie er laden konnte. Die neue Taktik wurde von konservativen Militärs wie Friedrich von Wrangel als unehrenhaft kritisiert, da ein Nahkampf von Angesicht zu Angesicht so vermieden wurde. Preußen investierte auch deutlich mehr in die Schießausbildung jedes Soldaten. Die Schützen lernten dabei mit dem Visier umzugehen, um die wenig rasante Flugbahn der Geschosse (eine negative Eigenschaft des Zündnadelgewehrs) zu kompensieren. Die Österreicher konnten sich auf das Zündnadelgewehr und die Taktik der Preußen nicht einstellen. Letztendlich waren nicht nur die Bewaffnung, sondern auch die ausbildungstechnische, organisatorische und taktische Unterlegenheit der Österreicher für den Ausgang des Krieges entscheidend.
In Frankreich, Italien, Russland und anderen Staaten wurde das Zündnadelprinzip geprüft und durch eigenständige Lösungen verbessert. Die Preußen versuchten, die Mängel ihrer technisch in die Jahre gekommenen Waffe zu mindern, um die Zeit zur geplanten nächsten Generation der Gewehre zu überbrücken. Ab 1869 wurde eine Aptierung nach dem Vorschlag des Werkmeisters Johannes Beck der Königlichen Preußischen Gewehrfabrik in Spandau gestartet, um die mangelhafte Gasdichtigkeit in den Griff zu bekommen (siehe Aptierung nach Beck). Zu dem Umbau gehörte eine geänderte Papierpatrone. Zu Beginn des Deutsch-Französischen Krieges im Jahre 1870 waren jedoch nur wenige Einheiten mit den geänderten Zündnadelgewehren ausgerüstet. Wegen einheitlicher Munitionsausrüstung mit der alten Munition mussten diese Einheiten die umgerüsteten Waffen aber wieder umtauschen. Im Kriegsverlauf erwies sich das Zündnadelgewehr dem über 20 Jahre später konstruierten französischen Chassepotgewehr, ebenfalls ein Gewehr mit Zündnadelzündung, unterlegen. Das Chassepotgewehr hatte eine größere Reichweite als das preußische Zündnadelgewehr. Damit konnten die Franzosen den deutschen Truppen schon auf große Entfernung hohe Verluste zufügen. Die Deutschen waren gezwungen, sich unter Feuer den französischen Linien zu nähern, bis der Reichweitenunterschied ausgeglichen war. Dadurch wuchs die Bedeutung der deutschen Artillerie, die der französischen überlegen war, in der Angriffsvorbereitung für die Infanterie.
Nach dem Krieg wurde die Aptierung wieder aufgenommen, und die Zündnadelgewehre blieben bis 1876 im Dienst, ehe das Gewehr M/71, ein Hinterlader mit Metalleinheitspatrone, an die gesamte Truppe ausgegeben war. Der Zylinderverschluss des Zündnadelgewehres wurde weiterentwickelt und blieb auf Jahrzehnte, bis zum Aufkommen der Selbstladegewehre, das vorherrschende Verschlusssystem.

## Wirkprinzip

Patrone und Prinzip der Zündung
1. Hülle, 2. Geschoss, 3. Treibspiegel, 4. Anzündmittel, 5. Treibladung, 6. Zündfunken für Treibladung, 7. Zündnadel

Das Zündnadelgewehr von Dreyse enthält drei wesentliche Neuerungen in der damaligen Waffentechnik:
- Die Patrone enthält Geschoss, Treibladung und Zündmittel als Einheit. Das Geschoss aus Blei (2 in der Abbildung) sitzt in einem Treibspiegel aus Pappe (3). Unterhalb des Treibspiegels befindet sich das Anzündmittel (4), die Treibladung aus Schwarzpulver (5) ist darunter. Zusammengehalten werden die Komponenten der Patrone durch eine starke Papierhülle (1).
- Die Patrone wird von hinten in den Lauf geladen; die Waffe ist ein Hinterlader. Die bewegliche Kammer wird fest an das Rohr gedrückt und somit nach hinten gasdicht abgeschlossen.
- Im Gegensatz zu dem außen angebrachten Stein- bzw. Perkussionsschloss befindet sich das Schlösschen innerhalb der Waffe (Innenzündung). Die Zündung erfolgt mit einer Zündnadel (7), die beim Abzug durch eine gespannte Schraubenfeder in die Patrone hineingetrieben wird. Die lange Zündnadel muss erst die Papierhülle und das Treibmittel durchstoßen, um zu der Zündpille zu gelangen (6).[28]

## Technik

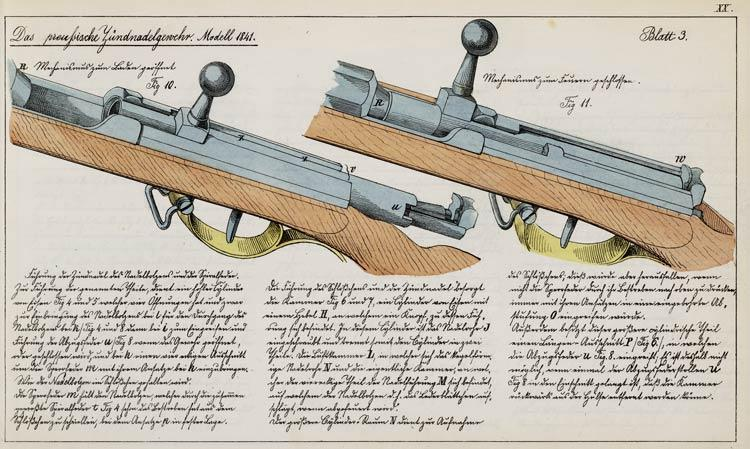
Links: Verschluss offen
rechts: Verschluss geschlossen, Schlösschen gespannt

Das Zündnadelgewehr besteht aus den Hauptteilen Lauf, Entladestock, Schloss und Schaft. Die äußere Form entspricht weitestgehend dem Stand der damaligen Waffentechnik.
Der Schaft besteht aus Nussbaum- oder Ahornholz. Die Vereinigung des Laufes und Schaftes ist durch Ringe aus Messing bewerkstelligt. Bei den meisten Varianten kann ein Bajonett aufgepflanzt werden. Der Entladestock aus Stahl ist unterhalb des Laufs abgebracht. Er wird benutzt, um eine Patrone – beispielsweise nach einem Zündversager – aus dem Patronenlager zu stoßen, und dient beim Putzen des Gewehres als Wischstock.

### Lauf
Der Lauf wurde anfangs aus dem damals üblichen Schmiedeeisen hergestellt. Später wurde zum ersten Mal in der militärischen Waffenfabrikation der damals moderne Gussstahl angewendet, der eine höhere Qualität aufwies. In beiden Fällen wurde der Lauf aus Halbzeugen wie Blechen oder Knüppeln geschmiedet und anschließend aufgebohrt (siehe Laufherstellung). Er besteht aus dem Patronenlager und dem gezogenen Teil. In den gezogenen Teil des Laufes sind vier Züge mit einem Drallwinkel von 3°45′ eingeschnitten. Um das Patronenlager befindet sich ein Gewinde, mit dem der Lauf fest mit der Kammerhülse verbunden ist. Am Ende des Patronenlagers befindet sich das konisch geformte Mundstück, das sich an die verschiebbare Kammer anlehnt und dadurch den Verschluss des Laufes nach hinten bewirkt.

### Schloss

Schloss in Draufsicht und Querschnitt
1. Lauf 2. Kammerhülse, 3. Kammer, 4. Kammerstängel, 5. Sperrfeder, 6. Schlösschen, 7. Nadelbolzen mit Zündnadel, 8. Schraubenfeder, 9. Abzugszüngel, 10. Abzugsfeder, 11. Nadelrohr, 12. Patrone

Die technische Neuerung des Zündnadelgewehrs war das Schloss, das den Lauf nach hinten verschließt und den innenliegenden Mechanismus zur Entzündung der Patrone beherbergt. Die Basis der Konstruktion sind drei ineinandergeschobene Hohlzylinder, die Kammerhülse, die Kammer und das Schlösschen.

#### Kammerhülse
Die Kammerhülse (Nr. 2 in Abbildung) nimmt sämtliche Schlossteile auf und sorgt für die Verbindung mit dem Lauf (1) und dem Schaft. In ihrem vorderen Teil befindet sich das Innengewinde für den Lauf, dahinter die Patroneneinlage. Die Ausschnitte auf der Oberseite der Kammerhülse führen den Kammerstängel (4) der Kammer (3). Zuerst sorgt ein etwas schräger Einschnitt dafür, dass die Kammer beim Herunterdrücken des Kammerstängels an den Lauf gepresst wird, dann folgt der Einschnitt bis zum sogenannten Knie, welches die Rückwärtsbewegung des Kammerstängels beim Ladevorgang stoppt und dann zum Einschnitt zum vollständigen Herausziehen der Kammer.

#### Kammer
Die Kammer (3) verschließt den Lauf und nimmt die inneren Schlossteile auf. Das eingeschraubte Nadelrohr (11) führt die Zündnadel (7) stets in Richtung der Seelenachse. Um den Vorderteil des Nadelrohrs gibt es einen freien Raum, die sogenannte Luftkammer. Diese sollte die Verbrennung des Hülsenpapiers begünstigen und Verbrennungsrückstände aufnehmen, war aber in der Summe nachteilig und entbehrlich. Der vordere Teil der Kammer schließt den Lauf mit dem Kammermund ab. An der Kammer ist der Kammerstängel befestigt und über diesen kann die Kammer in der Kammerhülse vom Schützen bewegt werden. Der hintere Teil nimmt das Schlösschen (6) auf.

#### Schlösschen

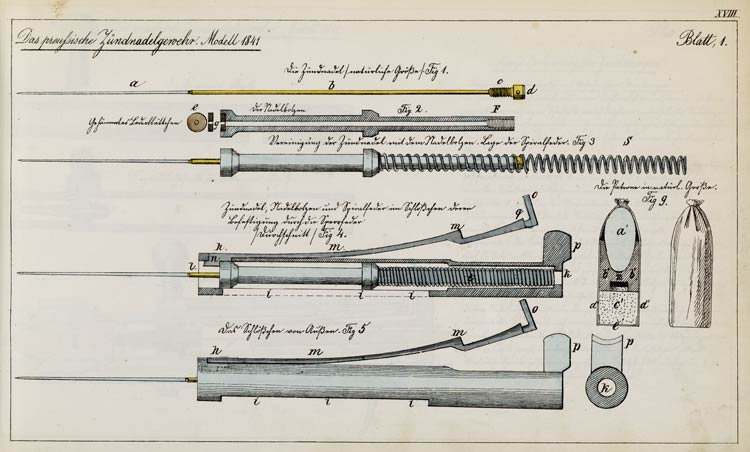
Zündnadel, Nadelbolzen und Schlösschen

Das Schlösschen (6) dient zur Aufnahme einiger Schlossteile, zur Leitung der Bewegungen des Nadelbolzens (7) und im Zusammenspiel mit der Sperrfeder (5) und der Kammer zum Spannen und Entspannen des Gewehrs. Es besteht aus zwei zylindrischen Hauptteilen; im vorderen bewegt sich der Nadelbolzen begrenzt durch die beiden Nadelbolzenköpfe, im hinteren wird die Schraubenfeder (8) beim Spannen zusammengedrückt. Die Schraubenfeder bewirkt das Vorschnellen der Zündnadel. Im Boden des Schlösschens befindet sich das Loch für den Nadelkopf. Somit kann die Zündnadel ausgewechselt werden, ohne dazu das Schloss zerlegen zu müssen. Die Sperrfeder (5) hält durch den Ansatz den Nadelbolzen mit der Schraubenfeder im Schlösschen und durch ihre Spannung und die beiden Nasen das Schlösschen in der Kammer fest. Mit Hilfe des Sperrfedergriffs lässt sie sich herunterdrücken und ausrasten, um die Waffe zu entspannen. Der Nadelbolzen nimmt die Zündnadel auf. Im hinteren Teil befindet sich das Muttergewinde für die Zündnadel, vorne das Lederplättchenlager. Die beiden Nadelbolzenköpfe dienen zur Leitung der Bewegung des Nadelbolzens mitsamt der Zündnadel. Das Lederplättchen sperrt die Pulvergase von den inneren Schlossteilen ab. Die Zündnadel führt durch den Stich in die Zündpille deren Entzündung herbei. Sie besteht aus der Nadel, dem Schaft und dem Kopf mit Gewinde, über welches sie mit dem Nadelbolzen befestigt ist. Die Nadel besteht aus Stahl und ist in den Schaft und dieser ebenso in den Kopf gelötet; der Schaft und der Kopf sind aus Messing gefertigt.

### Abzugsgruppe
Die Abzugsfeder (10) dient zum Halten und Abdrücken des Schlosses. Der Abzugszüngel (9) bewegt die Abzugsfeder. Dieser geht in das Druckstück mit den drei Drucknasen über. Durch Spannen des Abzugszüngels wird der Schuss ausgelöst. Beim vollständigen Durchdrücken des Abzugszüngels wird die Kammer entriegelt und aus der Kammerhülse herausgezogen.

### Zubehör- und Ersatzteile
Die wichtigsten Zubehörteile sind Kammer- und Nadelrohrreiniger. Diese dienen auch gleichzeitig als Werkzeug, beispielsweise für das Wechseln der Zündnadel. Als wichtige Ersatzteile gelten Zündnadeln, Schraubenfeder und Lederplättchen. Diese wurden von den Soldaten im Einsatz mitgeführt.

### Patrone
Die Einheitspatrone hatte ein 31 Gramm schweres Spitzgeschoss („Langblei“), das mit drei Rillen versehen war. Die Verbindung mit der Patronenhülse erfolgte durch einen Baumwollfaden, der um eine der Rillen gebunden wurde. Die Ladung bestand aus 4,9 bis 5 g Schwarzpulver. Das Gesamtgewicht betrug 40 g.

## Ladevorgang

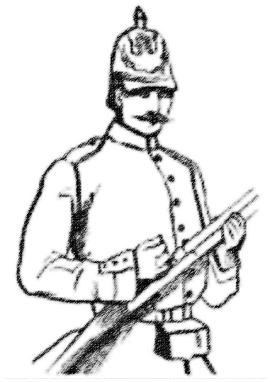
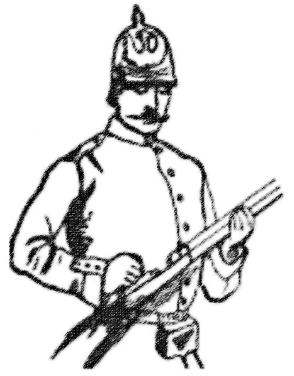

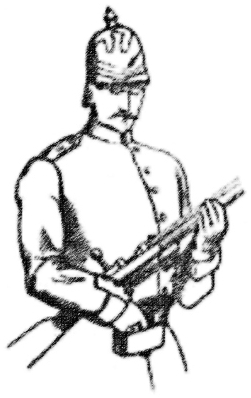
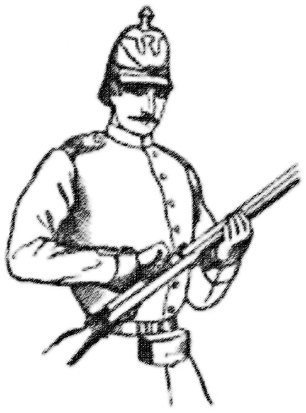

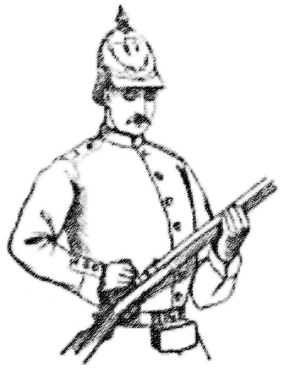
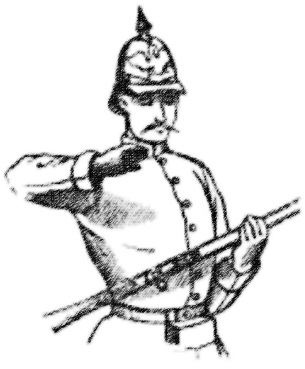

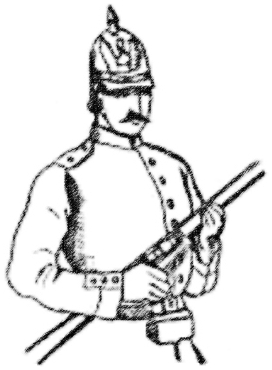
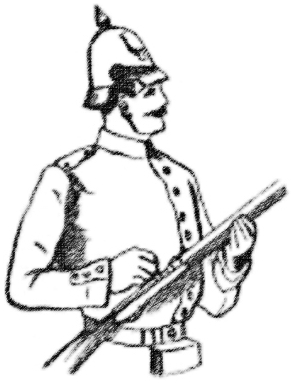

Der Ladevorgang mit den nötigen Handgriffen des Schützen spielt sich folgendermaßen ab:

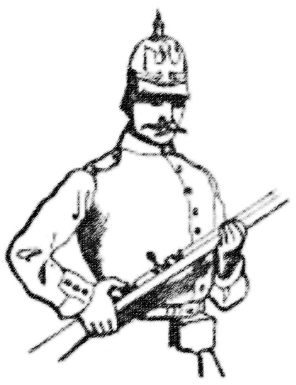
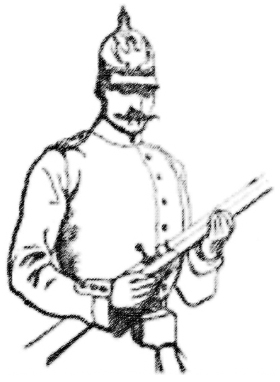

1. Entspannen des Schlösschens
Der Daumen drückt den Sperrfedergriff nieder, dadurch tritt die hintere Nase der Sperrfeder aus der Kammerrast und es wird das Zurückziehen des Schlösschens mit dem Daumenstollen ermöglicht. Durch diese Bewegung wird der hintere Nadelbolzenkopf an den Abzugsfederstollen gebracht, der durch eine geringe Verstärkung der angewendeten Kraft zum Ausweichen gezwungen wird. Ist der hintere Nadelbolzenkopf über den Abzugsfederstollen hinweggezogen, so tritt der letztere wieder in das Innere des Schlösschens hinein. Ein komplettes Herausziehen des Schlösschens, beispielsweise zum Reinigen, wird durch die vordere Nase der Sperrfeder verhindert. Die Nadel geht durch das Zurückziehen des Schlösschens so weit zurück, dass nur ihre Spitze aus der Mündung des Nadelrohrs heraussteht.
2. Öffnen der Kammer
Ein Schlag der rechten Hand von unten an den Knopf führt den Kammerstängel von der schrägen Fläche in den Hülseneinschnitt und dreht die Kammer so, dass der Abzugsfederstollen in deren Längeneinschnitt kommt. Durch das Zurückziehen des Kammerstängels bis an das Knie wird der Lauf geöffnet und die Patroneneinlage frei.
3. Einstecken der Patrone
Die Patrone wird durch die Patroneneinlage in das Patronenlager eingeschoben. Dabei muss die Patrone mit dem Daumen ganz nach vorne in das Patronenlager geschoben werden, um ein Verklemmen beim späteren Schließen der Kammer zu verhindern.
4. Schließen der Kammer
Die Kammer wird mittels Kammerstängel mit ihrer Schlussfläche bis an die Schlussfläche des Laufes vorgeschoben und der Kammerstängel zur schrägen Fläche gedreht. Durch einen kräftigen Schlag auf den Kammerstängel wird dieser auf die schräge Fläche gedrückt. Das bewirkt, dass die beiden Schlussflächen der Kammer und des Laufs aneinander gepresst werden und so den Lauf nach hinten abschließen.
5. Spannen des Schlösschens
Das Schlösschen wird durch einen Druck auf die hintere Fläche des Daumenstollens so weit in die Kammer hineingeschoben, bis die hintere Sperrfedernase in die Kammerrast eingreift. Der Nadelbolzen – mit seinem hinteren Kopf gegen den Abzugsfederstollen gestützt – bleibt dabei stehen, tritt also mit dem Nadelkopf und dem hinteren Ende seines Schaftes aus dem im Boden des Schlösschens befindlichen Loch heraus. Die Schraubenfeder wird durch den Boden des Schlösschens auf den festliegenden hinteren Nadelbolzenkopf gedrückt und dadurch gespannt.

## Abschussvorgang
Zum Abfeuern zieht der Zeigefinger den Abzugszüngel zurück, bis der Abzugsfederstollen so weit aus dem Schlösschen herausgezogen ist, dass der hintere Nadelbolzenkopf nicht mehr blockiert wird. Die gespannte Schraubenfeder entspannt sich und treibt den nicht mehr durch den Abzugsfederstollen aufgehaltenen Nadelbolzen mit seinem vorderen Kopf bis an das hintere Ende des Nadelrohrs. Dadurch gleitet die Nadel durch das Nadelrohr und ihre Spitze durchsticht zuerst die Papierhülle der Patrone, dann das Treibladungspulver, um schließlich in die Zündpille einzudringen und diese zu entzünden. Die Zündpille entzündet daraufhin das Treibladungspulver und die Verbrennungsgase treiben den Treibspiegel samt Geschoss aus dem Lauf.

## Bewertung der Vor- und Nachteile
Das Zündnadelgewehr wurde in etwa gleichzeitig mit gezogenen Vorderladern, oftmals System Minié, ab Mitte des 19. Jahrhunderts eingeführt. Dabei wurden Vor- und Nachteile des Zündnadelgewehrs als Hinterlader gegenüber den gezogenen Vorderladern von der militärischen Fachwelt diskutiert.

### Vorteile
Traditionelle Militärs sahen einen großen Vorteil in der leichteren Reinigung des Laufs durch den Zugang von beiden Seiten. Die damaligen Vorderlader verkrusteten nach 25 bis 30 Schuss so stark, dass ein Laden nicht mehr möglich war. Bei gezogenen Vorderladern mit Minié-System war das Problem allerdings nicht mehr so gravierend.
Bei einem Hinterlader war die Gefahr eines versehentlichen mehrfachen oder falschen Ladens viel geringer als bei Vorderladern. Dieses kam bei Vorderladern im Gefecht unter Stress immer wieder vor und konnte sich für den Schützen fatal auswirken. Weitere kleinere Vorteile waren das Schonen der Züge im Lauf, da kein Stopfen mit eisernem Ladestock erforderlich war, und eine geringere Empfindlichkeit gegen nasse Witterung.
Die ausschlaggebenden Vorteile waren allerdings die Möglichkeit des Nachladens im Liegen und die höhere Schussfrequenz. Durch das Nachladen im Liegen bot der mit dem Zündnadelgewehr ausgerüstete Schütze eine deutlich kleinere Trefferfläche als der Schütze mit einem Vorderlader. Bei einem Vorderlader musste der Schütze stehen oder mindestens knien. Die Schussfrequenz des Zündnadelgewehrs betrug unter Gefechtsbedingungen etwa drei bis fünf Schuss pro Minute – je nachdem, ob Salvenfeuer oder freies Feuergefecht – und auf dem Schießstand sogar bis zu zwölf Schuss pro Minute. Somit ist sie in etwa dreimal höher als bei einem Minié-Vorderlader.
Zu Beginn wurde die hohe Schussfrequenz allerdings als Gefahr der Munitionsverschwendung angesehen. Mit der schnellen Schussfolge konnte ein Soldat seinen gesamten Munitionsvorrat von 60 Patronen in etwa zwölf Minuten verschießen.

### Nachteile
Ein großer Nachteil des Zündnadelgewehrs war seine schlechtere Trefferleistung und Reichweite gegenüber anderen gezogenen Gewehren. Gegen Massenziele betrug die Reichweite etwa 600 Meter, Einzelziele konnten hingegen nur bis etwa 200 Meter mit großer Wahrscheinlichkeit getroffen werden. Demgegenüber hatten beispielsweise die gezogenen österreichischen Lorenz-Vorderlader eine Reichweite von etwa 750–900 m und das rund 20 Jahre nach dem Dreysegewehr entwickelte französische Chassepotgewehr – ein gezogener Hinterlader – von 1200 Metern.
Für die schlechteren Schussleistungen waren mehrere Konstruktionsmängel verantwortlich:
Der nicht ganz dichte Verschluss ließ einen Teil der Pulvergase entweichen. Die Luftkammer sammelte zwar Verbrennungsrückstände, führte aber zu einem ungünstigen Verhältnis von Pulvermenge und Verbrennungsraum; somit wurde kein hoher Gasdruck erreicht. Nachteilig erwies sich hier zudem das Festhalten am traditionell großen Kaliber, obwohl schon zu dieser Zeit eine Kaliberverkleinerung empfohlen wurde. Durch den Treibspiegel hatte das Unterkalibergeschoss zwar nicht das Laufkaliber von 15,43 mm, aber 13,6 mm waren immer noch ballistisch nachteilig. Beim Chassepotgewehr betrug das Kaliber nur noch 11 Millimeter.
Auch die komplizierte und dadurch fehleranfällige Herstellung der Einheitspatrone wirkte sich negativ auf die Genauigkeit und Reichweite aus. Bei etwa 10 % der Patronen war das Geschoss nicht exakt im Treibspiegel ausgerichtet. Bei manchen Patronen trennten sich Geschoss und Treibspiegel zu spät oder gar nicht, was zu taumelnden Bewegungen und abgebremsten Flugbahnen führte.
Der Verschluss war schwergängig, besonders bei heißgeschossener Waffe. Zum Öffnen und Schließen war ein kräftiger Schlag mit der Hand auf den Kammerstängel nötig, was nach mehrfacher Wiederholung Schmerzen bereitete. So kam es im Gefecht zuweilen vor, dass aufgelesene Steine zum Schlagen verwendet wurden, was aber wiederum das Gewehr beschädigen konnte.
Die Zündpille befand sich mitten in der Patrone, was auf der einen Seite die Gefahr einer ungewollten Zündung minimierte. Auf der anderen Seite musste deshalb die Zündnadel lang und dünn sein und sie befand sich dazu nach der Zündung mitten in den heißen Explosionsgasen. Dieses führte zu einer schnellen Materialermüdung und somit zum Verbiegen oder Brechen der Zündnadel.
Auch die kompliziertere Herstellung gegenüber Vorderladern wurde als Nachteil angesehen.
Die Konstruktionsmängel blieben bis zum Produktionsende bestehen; lediglich Optimierungen an der Munition und eine Verkürzung der Luftkammer bei späteren Modellen wurden vorgenommen. Erst am Ende des Produktlebenszyklus wurde die Aptierung nach Beck (siehe unten) vorgenommen, die einige Mängel behob.

## Varianten
- Zündnadelgewehr M/41
Ursprungsmodell, welches als Basis für andere Varianten diente. Die Visiereinrichtung wurde jeweils für die verbesserten Patronen M/47 und M/55 angepasst.[53]
- Zündnadelbüchse M/49
Der Verschluss wurde von 25,3 cm auf 15 cm gekürzt. Die Luftkammer wurde halbiert und nun Kompressionskammer genannt. Die Verschlussflächen waren anders geformt, was aber keinen Vorteil brachte, da so trotzdem austretende Pulvergase nicht mehr vom Gesicht des Schützen abgelenkt wurden. Auch wurde die Visierung geändert. Die Waffe wurde beim Garde-Schützen-Bataillon und Garde-Jäger-Bataillon in kleiner Stückzahl eingeführt, um verschiedene Änderungen einem Truppenversuch zu unterziehen.[54]

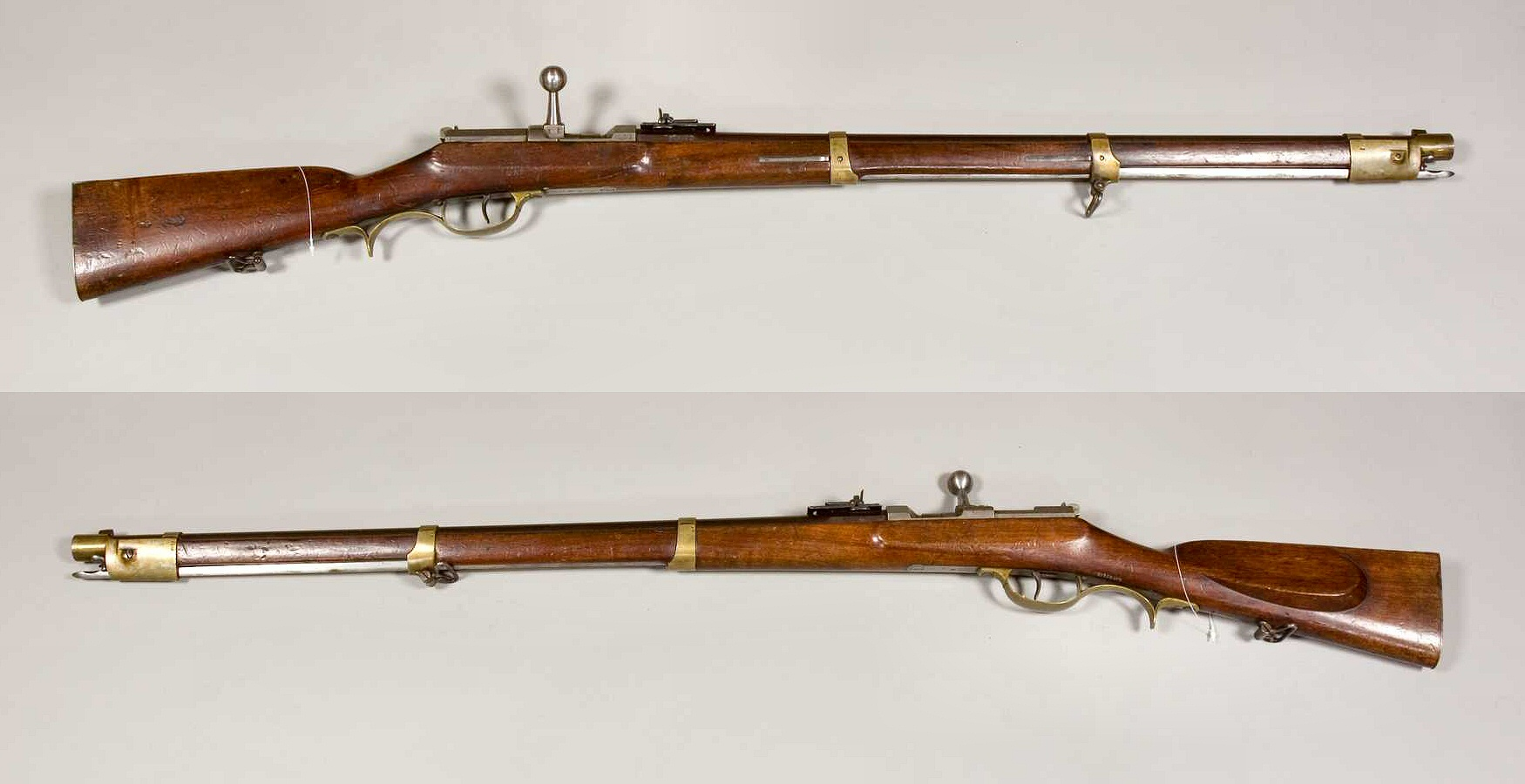
Zündnadelbüchse M/54

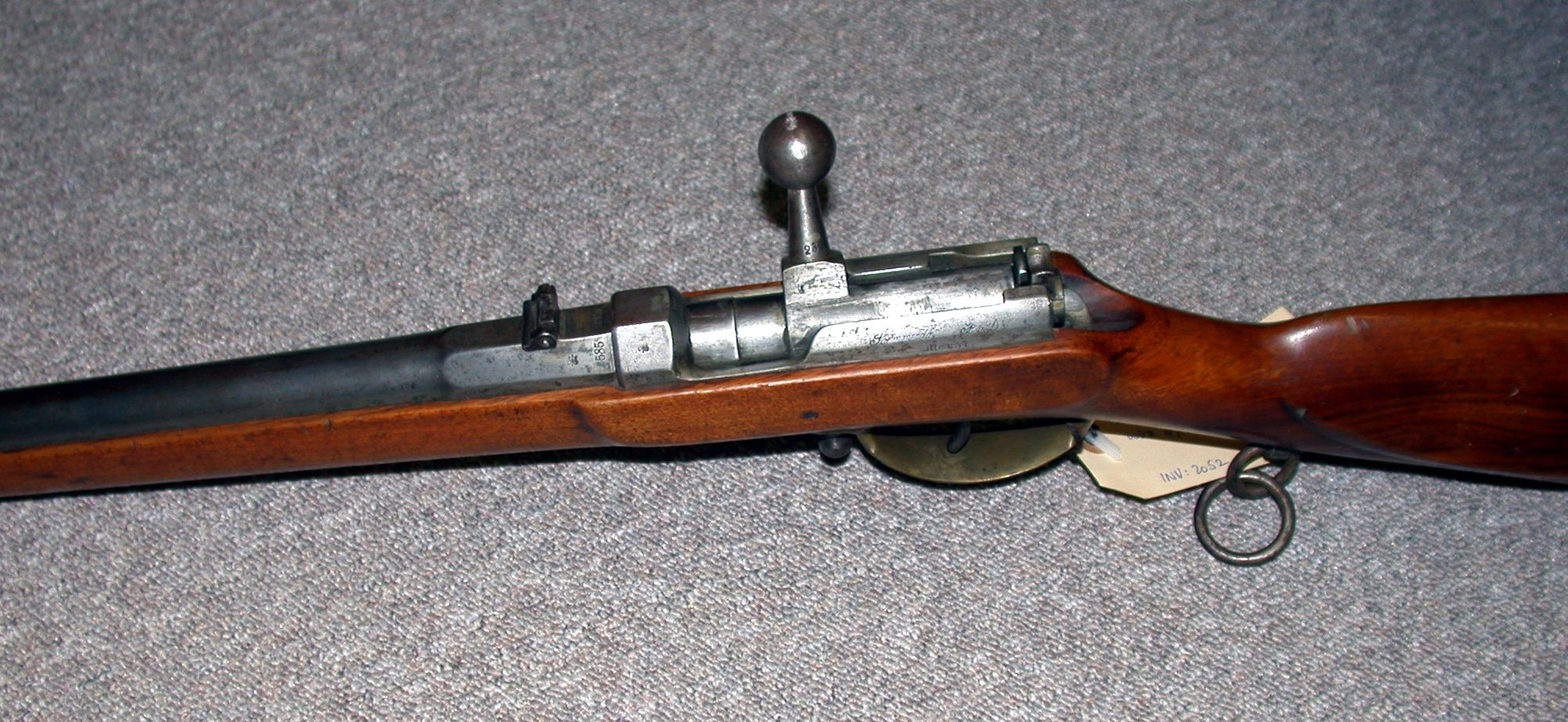
Zündnadelkarabiner M/57

- Zündnadelbüchse (Pikenbüchse) M/54
Ab diesem Modell wurde der Lauf aus Gussstahl hergestellt. Der Verschluss wurde auf 17 cm verkürzt. Der Entladestock konnte ausgefahren und arretiert werden und diente als dreikantiges Pikenbajonett. Zum ersten Mal bei einem preußischen Gewehr wurde die Visierung mit Entfernungszahlen beschriftet. Eingeführt bei Jägerbataillonen und der Preußischen Marine.[55]
- Zündnadelkarabiner M/55 und M/57
Stark verkürzt, um als Karabiner von Kavallerieeinheiten, den Dragonern und Husaren, geführt zu werden. Eine Bajonetthalterung war nicht vorhanden. Die Patrone unterschied sich von anderen Zündnadelgewehren; sie war kürzer und enthielt somit eine geringere Menge Treibladung um den Rückstoß kontrollierbarer zu machen. Die beiden Varianten M/55 und M/57 unterscheiden sich lediglich im Lauf. Der Lauf der früheren Variante M/55 ist aus Gussstahl, der Lauf der späteren Variante M/57 ist aus Stahl.[56][57]
- Füsiliergewehr M/60
Gegenüber M/41 um 12 cm verkürzter Lauf. Es gab zwei Schäfte, die sich in der Länge um 2 cm unterschieden. Eingeführt bei Füsilier-Regimentern inklusive des Garde-Füsilier-Regiments[58]
- Zündnadelgewehr M/62
Das Zündnadelgewehr M/62 löste das M/41 als Standardgewehr ab. Gegenüber dem M/41 unterschied es sich in einem um 6,5 cm verkürzten Lauf, verbesserter Visiereinrichtung und zwei Schaftversionen wie beim Füsiliergewehr M/60.[59]
- Zündnadelbüchse M/65
Die Variante für die Jägertruppen verfügte über einen zusätzlichen Stecherabzug mit verstellbarem Abzugsgewicht. Der Abzug sollte bei einem gezielten Schuss zu mehr Präzision führen.[60][61]
- Zündnadelpioniergewehr U/M (umgeändertes Modell)
Diese Variante für die Pioniere entstand durch Umänderung der Zündnadelbüchse M/54 im Jahre 1865. Das integrierte Bajonett wurde entfernt, dafür eine Bajonetthalterung angebracht und der Lauf gekürzt.[62]
- Zündnadelpioniergewehr M/69
Neuanfertigung nach dem Vorbild des Zündnadelpioniergewehrs U/M mit nur geringfügigen Unterschieden.[62]

| Modell                                  | Bajonett                    | Visier bis (Schritt (m)) | Länge (m) | Gewicht (kg) |
| --------------------------------------- | --------------------------- | ------------------------ | --------- | ------------ |
| Zündnadelgewehr M/41 (für Patrone M/47) | Tüllenbajonett M/41         | 600 (452)                | 1,43      | 4,9          |
| Zündnadelgewehr M/41 (für Patrone M/55) | Tüllenbajonett M/41         | 700 (527)                | 1,43      | 4,9          |
| Zündnadelbüchse M/49                    | Hirschfänger M/49           | 600 (452)                | 1,25      | 4,7          |
| Zündnadelbüchse M/54                    | integriert                  | 800 (603)                | 1,25      | 4,5          |
| Zündnadelkarabiner M/57                 | –                           | 300 (226)                | 0,81      | 2,9          |
| Füsiliergewehr M/60                     | Füsilier-Seitengewehr M/60  | 800 (603)                | 1,31      | 4,7          |
| Zündnadelgewehr M/62                    | Tüllenbajonett M/62         | 700 (527)                | 1,34      | 4,8          |
| Zündnadelbüchse M/65                    | Hirschfänger M/65           | 900 (678)                | 1,25      | 4,6          |
| Zündnadelpioniergewehr U/M              | Pionierfaschinenmesser M/65 | 300 (226)                | 1,10      | 3,7          |
| Zündnadelpioniergewehr M/69             | Pionierfaschinenmesser M/69 | 300 (226)                | 1,11      | 3,9          |

## Aptierung nach Beck

Aptierung nach Beck,
oben: Ruhestellung,
unten: beim Abschuss
1. Gummiring, 2. Halteschraube, 3. abgeschnittenes Nadelrohr, 4. neues Nadelrohr, 5. Hohlzylinder

Die Zündnadelgewehre Füsiliergewehr M/60, Zündnadelgewehr M/62, Zündnadelbüchse M/65 und Zündnadelpioniergewehr M/69 wurden ab 1869 nach dem System Beck aptiert. Dieses hatte der Werkmeister Johannes Beck der Königlichen Preußischen Gewehrfabrik in Spandau vorgeschlagen, um die Gasabdichtung zu verbessern. Als Vorbild diente das Chassepotgewehr, von dem das Prinzip der Abdichtung übernommen wurde. Das starre, vorstehende Nadelrohr (3 in Abbildung) wurde gekürzt, ein Hohlzylinder (5) in die Luftkammer eingeführt und ein neues, etwas bewegliches stempelartiges Nadelrohr (4) eingebaut. Hinter dem Metallplättchen des Nadelrohrs befindet sich ein Gummiring (1). Beim Abschuss wird das Nadelrohr durch den Gasdruck etwas nach hinten gegen den Hohlzylinder gedrückt und somit der Gummiring gestaucht, der sich dadurch verbreitert und das Patronenlager abdichtet. Gleichzeitig wurde die Handhabung verbessert. Zum einen entfiel das händische Hereindrücken der Patrone in das Patronenlager, da das neue Nadelrohr dies beim Schließen der Kammer selbstständig tut. Zum anderen wurde die rampenartige Fläche an der Kammerhülse, die ein festes Anziehen des Verschlusses bewirkte, nicht mehr benötigt und so lässt sich die Kammer wesentlich leichter öffnen und schließen; der bisher erforderliche Schlag mit dem Handballen auf den Kammerstängel konnte entfallen. Die neue Munition verfügte über ein 10 Gramm leichteres, ballistisch günstigeres Geschoss mit 12 anstelle von 13,6 mm Durchmesser; die Pulverladung von 4,9 bis 5 g blieb dieselbe. Die Änderungen bewirkten eine Verdopplung der Reichweite auf etwa 1200 m, was der Leistung des Chassepotgewehrs entsprach, außerdem konnten ab diesem Zeitpunkt jedem Mann 95 Patronen statt der bis dato möglichen 75 Patronen mitgegeben werden.

## Sonstige Zündnadelwaffen von Dreyse
Dreyse war noch an der Produktion weiterer Zündnadelwaffen beteiligt. Da Preußen auf einen Krieg mit Frankreich vorbereitet sein wollte, wurden in den Jahren 1868–1871 mindestens 80.000 alte Vorderladergewehre wie beispielsweise erbeutete Lorenz-Gewehre auf den Zündnadelmechanismus umgestellt. Das System der Zündnadelgewehre fand auch bei Jagdgewehren unter den verschiedenartigsten Modifikationen Anwendung. Es gab jedoch auch Waffen, die sich deutlich von den Gewehren unterschieden. Als Faustfeuerwaffen wurden die in der preußischen Armee eingeführte Zündnadelpistole M65 und der Zündnadelrevolver produziert. Die Dreysesche Zündnadel-Wallbüchse M65 funktioniert ebenfalls nach dem gleichen Prinzip, hat aber mit 23,5 mm ein deutlich größeres Kaliber und unterscheidet sich auch in Verschluss und Schloss.